# 안세빈
안세빈(2013년 11월 25일 ~ )은 대한민국의 배우, 모델, 유튜버이다.

## 출연

### 방송

#### 드라마
- 2019년 KBS 2TV 《KBS 드라마 스페셜 - 웬 아이가 보았네》 - 어린 오동자 역 (김수인 아역)
- 2019년 TvN 《사랑의 불시착》 - 꽃제비의 동생 역
- 2020년 SBS 《엄마가 바람났다》 - 슬기 역
- 2020년 KBS 2TV 《그놈이 그놈이다》 - 어린 오영은 역 (노수산나 아역)
- 2020년 JTBC 《경우의 수》 - 어린 김영희 역 (안은진 아역)
- 2020년 TvN 《낮과 밤》 - 보육원 아이 역
- 2021년 SBS 《라켓소년단》 - 윤해인 역
- 2021년 TvN 《지리산》 - 최일만의 막내 딸 역
- 2021년 넷플릭스 《고요의 바다》 (웹 드라마)
- 2022년 넷플릭스 《지금 우리 학교는》 (웹 드라마) - 8세 여아 역[1]
- 2022년 TvN 《살인자의 쇼핑목록》 - 서율 역
- 2022년 TvN 《링크 : 먹고 사랑하라, 죽이게》 - 은계영 역
- 2022년 넷플릭스 《수리남》 (웹 드라마) - 수정 역
- 2022년 KBS 2TV 《법대로 사랑하라》 - 강이슬 역 (특별 출연)
- 2022년 ENA 《사장님을 잠금해제》 - 백설공주VR(1회)
- 2023년 넷플릭스 《지금 우리 학교는 2》 (웹 드라마) - 세빈 역
- 2023년 SBS 《소방서 옆 경찰서 그리고 국과수》 - 유정 역 (ep.5 ~ 6회)
- 2024년 디즈니+ 《킬러들의 쇼핑몰》 - 정지안 역 (김혜준 아역)

#### 예능
- 2016년 유튜브 《안세빈》 (웹 예능) - 출연자 (2016.11.15~)

#### 어린이
- 2020년 MBC 《뽀뽀뽀 친구친구》 - 출연자 (2020.07.13~2021.06.22)

### 영화
- 2018년 《소꿉놀이》 (단편 영화) - 최은주 역
- 2021년 《낙원의 밤》 - 지은 역
- 2022년 《사잇소리》 (독립 영화) - 세연 역

### 광고
- 2018년 베베룸 스마트 워터탭
- 2018년 GBSTYLE 무냐무냐
- 2018년 어메이징그레이스 어메이징 가습기 V8
- 2019년 베스파 킹스레이드
- 2019년 MBC 플레이비 키자니아
- 2019년 한스클린
- 2022년 로크 닥터바이오
- 2022년 로크 티블레스
- 2022년 키즈톡톡